# Paradamoetas
Paradamoetas Peckham & Peckham, 1885 è un genere di ragni appartenente alla famiglia Salticidae.

## Etimologia
Il nome è composto dal prefisso greco παρά-, parà-, che significa vicino, presso, accanto e dal genere Damoetas, appartenente a questa stessa famiglia.

## Distribuzione
Le quattro specie oggi note di questo genere sono diffuse in America settentrionale e centrale; la specie P. chenguinola è endemica solo di Panama.

## Tassonomia
Il genere è da considerarsi maschile, sulla falsariga di Damoetas.
A maggio 2010, si compone di quattro specie:
- Paradamoetas carus (Peckham & Peckham, 1892) — dal Messico ad El Salvador
- Paradamoetas changuinola Cutler, 1982 — Panama
- Paradamoetas fontanus (Levi, 1951) — USA, Canada
- Paradamoetas formicinus Peckham & Peckham, 1885[2] — dagli USA al Nicaragua